# 義大醫療財團法人
義大醫療財團法人是義联集團所屬的醫療法人機構。旗下醫療機構包含義大醫院、義大癌治療醫院、義大大昌醫院與籌備中的屏東義大醫院，護理機構包含義大護理之家、義大產後護理之家與義大貝思諾產後護理之家。

## 歷史沿革
- 2000年 5月：成立『財團法人慈恩醫院』設立許可。12月：更名為『義大醫院』。
- 2001年12月：動土動工典禮。
- 2004年 4月：義大醫院正式營運。8月：通過『區域教學醫院』評鑑。
- 2006年 8月：醫學檢驗部通過『全國認證基金會醫學實驗室』認證。9月：成立『發展遲緩兒童評估中心』。
- 2008年11月：義大醫院通過JCI（Joint Commission International）『國際醫院評鑑』認證。
- 2009年10月：成立『國際減重暨糖尿病手術中心』。
- 2010年 3月：成立『中藥臨床試驗中心』。4月：義大醫院全銜更名為『義大醫療財團法人義大醫院』。6月：成立『國際微創手術訓練中心』。9月：臨床技能中心開幕啟用。
- 2011年 1月：『義大癌治療醫院』動土。12月：義大醫院第二次通過JCI國際醫院評鑑認證。
- 2012年 4月：『義大癌治療醫院』動工。
- 2014年11月：義大醫院第三次通過JCI國際醫院評鑑（通過JCI國際醫學中心評鑑）。
- 2015年 9月：『義大癌治療醫院』正式營運。
- 2016年10月：『義大大昌醫院』正式營運。12月：『義大護理之家』正式營運。
- 2017年 3月：『義大產後護理之家』正式營運。11月：義大醫院通過衛生福利部「準醫學中心」評鑑。
- 2018年 1月：義大醫院第四次通過「JCI國際醫院及學術醫學中心」評鑑。10月：『義大貝思諾產後護理之家』正式營運。
- 2025年1月：義大醫院通過衛生福利部評鑑升格，成為高屏地區的醫學中心等級的醫院。

## 醫療次專科中心

### 義大醫院
- 急救創傷中心
- 癌症中心
- 心臟治療中心
- 器官移植中心
- 重建治療中心
- 神經醫學中心

### 義大癌治療醫院
- 脊椎神經重建微創中心
- 睡眠中心
- 安寧緩和中心
- 血液透析中心
- 復健中心
- 癌症資源中心
- 乳癌團隊
- 食道癌團隊
- 肺癌團隊
- 肝膽胰團隊

## 爭議事件
黃昭順特權施打疫苗
2021年5月31日，臺灣正值新冠肺炎疫情高峰期時被爆出中國國民黨籍前立法委員黃昭順因熟識義大大昌醫院院長而於同年5/30到義大大昌醫院貴賓室接種AZ疫苗，被質疑其施打資格不符合中央流行疫情指揮中心當時規定的優先施打人員。隔日，高雄市政府衛生局認為黃昭順並不在高雄市列冊施打名單內，施打疫苗不該有特例與特權；爾後義大醫院針對此案發出澄清，表示「黃昭順自稱為現職藥劑師，造冊在台北，經她要求避免其再南北奔波，在不影響任何衛生局端造冊安排需接種者之情況下，協助疫苗注射。爾後本院對疫苗注射過程會依據衛生主管關之規定採取更嚴格管控措施，避免此類似事件再發生。」後來臺北市政府衛生局說明目前僅安排在醫院和檢疫所的第一線人員施打疫苗，黃昭順尚未在當時的列冊名單內。事後黃昭順發出道歉聲明「本人深自檢討，確實造成社會觀感不佳，謹此向全國醫護先進及社會大眾誠摯致歉。」
張顯耀特權施打疫苗
2021年6月25日，被爆出中國國民黨籍前立法委員張顯耀於同年5/28曾到義大醫院接種AZ疫苗，被輿論質疑其資格不符合中央流行疫情指揮中心當時規定的優先施打人員。義大醫院當晚聲明表示「張顯耀為醫院的協力廠商之一，亦屬義大集團員工，協助採購防疫物資和設備，需要頻繁進出醫院，因此被列為醫療院所高風險非醫事人員的類別進行施打」。隔日，高雄市衛生局經查證義大醫院未能提出張顯耀與院方工作相關佐證資料，又遲遲聯絡不上張顯耀本人，再參酌他過去公開說法，顯然悖離接種疫苗事實，決定開罰義大醫院新台幣30萬元、張顯耀新台幣1萬5000元罰款。

## 外部連結
- 義大醫院
- 義大癌治療醫院
- 義大大昌醫院
- 義大護理之家
- 義大產後護理之家
- 義大貝思諾產後護理之家